# Александар Палочевић
Александар Палочевић (Гњилане, 22. август 1993) је српски фудбалер. Игра на средини терена.